# Preußische P 3
In die Gattung P 3 ordneten die Preußischen Staatseisenbahnen sehr unterschiedliche Lokomotivtypen ein. Allen gemeinsam waren die zwei angetriebenen Achsen.
Aus der Gattung S 1 (Achsfolge 1B) wurden 1907 die drei Lokomotiven Berlin 108, 121 und 122, die 1890 bei der BMAG gefertigt wurden, in die Gattung P 3 eingeordnet. Sie erhielten die neuen Betriebsnummern Essen 1620 bis 1622.
Bei der Einführung des neuen Bezeichnungssystems ab 1905 wurden die 1B n2-Lokomotiven der sogenannten Älteren Normalbauart nach den Musterblättern 15 und 16 mit ein Kesseldruck von 12 bar in die Gattung P 3 eingeordnet. Sie erhielten den Bahnnummernbereich 1601 bis 1700.
Bei der Einführung des neuen Bezeichnungssystems ab 1905 wurden die 1B n2-Lokomotiven des sogenannten Ruhr-Sieg-Types mit ein Kesseldruck von 12 bar in die Gattung P 3 eingeordnet. Sie erhielten die Bahnnummern Erfurt 1701 bis 1704.
Bei der Einführung des neuen Bezeichnungssystems ab 1905 wurden zwei B1 n2-Lokomotiven der Normalbauart Musterblatt III 3b in die Gattung P 3 eingeordnet.
In die Gattung P 3.1 wurden die 1B n2-Lokomotiven der neueren Normalbauart nach Musterblatt III1 eingeordnet. Die Gattung P 3.2 war den Verbundlokomotiven nach dem Musterblatt III1a vorbehalten.
Außerdem wurden drei 1891 für die Moselbahn beschaffte Lokomotiven der Bauart 2'B n2v, zwei 1B n2v-Lokomotiven der 1905 übernommenen Marienburg-Mlawkaer Eisenbahn sowie dreizehn 1'B1'-Lokomotiven der Hessischen Ludwigsbahn in die Gattung eingeordnet.

## P 3 Bauart 2'B
Die P 3 mit der Achsformel 2'B waren Personenzuglokomotiven der Eisenbahndirektion Cöln linksrheinisch der Preußischen Staatseisenbahnen. Die Konstruktion war aus der späteren P 3.2 abgeleitet wurden. Der Hauptunterschied zu dieser war das vordere zweiachsige Bissel-Drehgestell. Sie wurden für die kurvenreichen Strecken der Eifel- und Moselbahn beschafft, da man sich einen geringeren Verschleiß an Spurkränzen und Schienen durch das vordere Drehgestell erhoffte. Die drei Lokomotiven waren im Jahr 1891 von Henschel geliefert worden. Sie trugen zuerst die Bahnnummern Cöln linksrheinisch 319 – 321, dann Saarbrücken 319 – 321, dann Saarbrücken 400 – 402 und schließlich P 3 Saarbrücken 1651–1653 und wurden bis 1912 ausgemustert.
Die Fahrzeuge waren mit einem Schlepptender der Bauart 3 T 10,5 ausgestattet.

## P 3 der Hessischen Ludwigsbahn
Die spätere P 3 der Hessischen Ludwigsbahn war Schnellzuglokomotive mit der in Deutschland für Schlepptenderlokomotiven seltenen Achsformel 1'B1'. Sie war weitgehend baugleich mit der Pfälzischen P 2.I. Die vordere Laufachse war mit der ersten Kuppelachse zu einem Krauss-Helmholtz-Drehgestell zusammengefasst, die hintere Laufachse lag in einem Außenrahmen. Insgesamt wurden von dieser Loktype 13 Lokomotiven für die Hessische Ludwigsbahn und 22 für die Pfalzbahn gebaut. Die hessischen Lokomotiven waren 1893/94 von Krauss (sechs Stück) und 1895/96 von Hanomag (sieben Stück) geliefert worden. Bei der Übernahme durch die Preußische Staatsbahn erhielten die Lokomotiven die Bahnnummern Mainz 300 – 312, ab 1906 dann P 3 Mainz 1751–1763. Von diesen Lokomotiven ist, im Gegensatz zu den pfälzischen, keine mehr zur Reichsbahn gekommen.
Die Maschinen waren mit einem Schlepptender der Bauart 3 T 11,8 ausgestattet.

## P 3.2
Die P 3.2 war eine Verbundlokomotive und fiel besonders durch die Lage der Zylinder zwischen der Laufachse und der ersten Treibachse auf. Das Personal der Bahn nannte die Lok aufgrund ihres ungewöhnlichen Erscheinungsbildes mit dem Dampfdom und dem dahinter liegenden Dampfzuleitungsrohr über den Kessel das Kamel. Die Lokomotive war eine Weiterentwicklung der Preußischen S 1 der hannoverschen Bauart. Sie wurde anfangs im Schnellzugverkehr auf der Strecke Frankfurt/M. – Bebra und allgemein im Personenzugverkehr eingesetzt. Insgesamt wurden von den Firmen Henschel und Hanomag 128 dieser Lokomotiven für die Preußischen Staatseisenbahnen gebaut, die fast ausschließlich im Westen Preußens eingesetzt wurden.
Auch andere Bahnen erhielten Lokomotiven dieses Typs:
- Werrabahn: drei Stück, von der Preußischen Staatseisenbahnen übernommen
- Königlich Preußische Militär-Eisenbahn: ein Exemplar
- Lübeck-Büchener Eisenbahn: acht Stück

Nach Gründung der Deutschen Reichsbahn 1920 wurden drei P 3.2 an die General-Direktion Schwerin überwiesen. Sie erhielten dort die Nummern 151 bis 153 (Cassel 1753, 1755, 1762) nach dem mecklenburgischen Nummernplan.
Bei der Deutschen Reichsbahn wurden noch 37 Fahrzeuge in den Umzeichnungsplan von 1923 aufgenommen, die die Nummern 34 7101–7134 und 34 7351–7353 (Direktion Schwerin) erhalten sollten, sie wurden jedoch noch vor der Umzeichnung ausgemustert.
Die Fahrzeuge waren mit Schlepptendern der Bauart pr 3 T 10,5 ausgestattet.

## P 3 der Marienburg-Mlawkaer Eisenbahn
Die spätere P 3 der Marienburg-Mlawkaer Eisenbahn war eine Personenzuglokomotive der Verbund-Bauart. Im Gegensatz zu den anderen Verbund-Personenzuglokomotiven in Preußen lag der Zylinder vor der vorderen Laufachse. Auch lag der Kessel deutlich höher als bei den anderen P 3. Die beiden Lokomotiven waren 1896 von Schichau gebaut worden. Nach der Verstaatlichung der Marienburg-Mlawkaer Eisenbahn im Jahr 1903 erhielten sie die Bahnnummern Danzig 475 und 476. Ab 1906 wurden sie dann als P 3 Danzig 1701 und 1702 bezeichnet. Im Jahr 1918 wurden sie in die Direktion Elberfeld umstationiert und erhielten die Bahnnummern Elberfeld 1639 und 1640.